# Robert Bárány

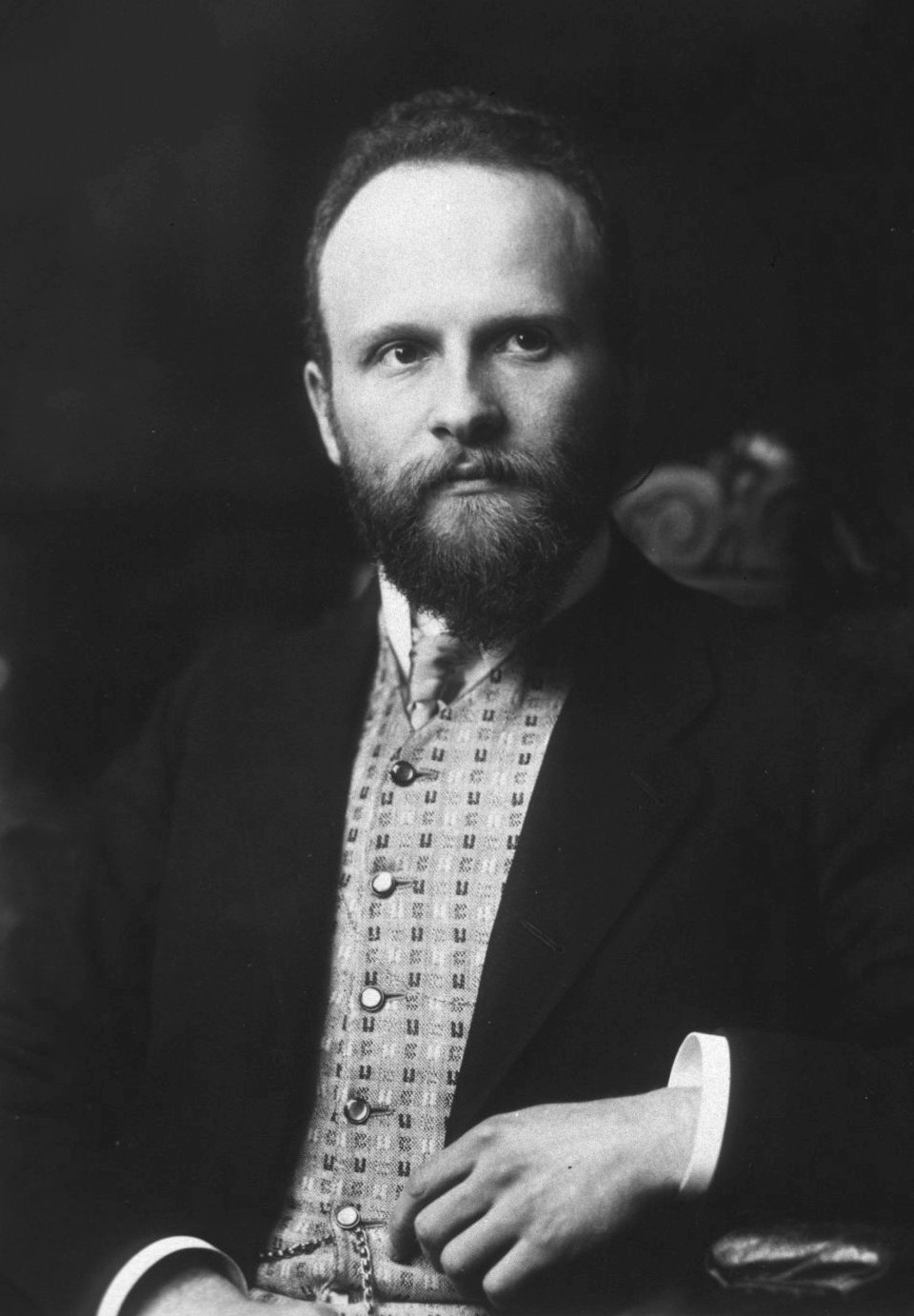
Robert Bárány

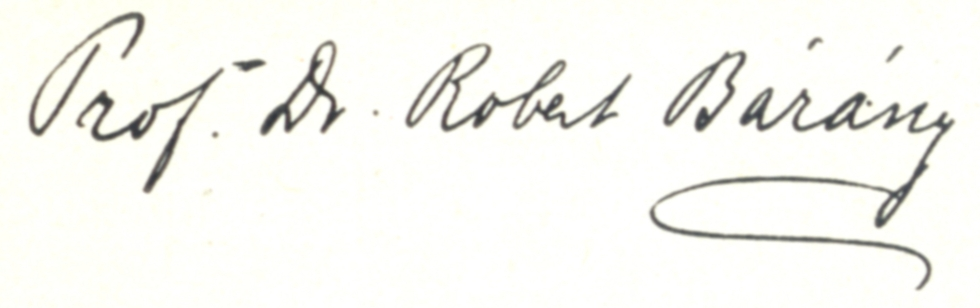
Autogramm

Robert Bárány [ˈroːbɛrt ˈbaːraːɲ] (* 22. April 1876 in Wien, Österreich-Ungarn; † 8. April 1936 in Uppsala, Schweden) war ein österreichischer Hals-Nasen-Ohren-Arzt und Neurootologe, der 1914 als erster Österreicher den Nobelpreis für Physiologie oder Medizin erhielt.

## Leben
Robert Bárány, ältestes Kind von sechs Geschwistern des Gutsverwalters und Kaufmanns Ignaz Bárány und Marie, Tochter des Prager Judaisten Simon Hock, wuchs in einer aufgeklärten und kultivierten Umgebung auf. In jungen Jahren erkrankte er an Knochentuberkulose im Kniegelenk, wodurch sein Interesse an der Medizin geweckt wurde. So studierte er an der Universität Wien Medizin und ging nach seiner Promotion 1900 als Volontär nach Frankfurt am Main zu dem Internisten Carl von Noorden und danach als Assistenzarzt zu dem Psychiater Emil Kraepelin in Heidelberg, bei dem er sich mit neurologischen Erkrankungen beschäftigte.
Ab 1902 war Bárány wieder in Wien und arbeitete als „Operationszögling“ bei dem Chirurgen Carl Gussenbauer. 1903 erhielt er eine Assistenzstelle an der Universitäts-Ohrenklinik, der otologischen (ohrenheilkundlichen) Klinik unter Leitung von Adam Politzer und ab 1907 von Viktor Urbantschitsch (1847–1921). In der damals bedeutendsten otologischen Schule arbeitete, forschte und experimentierte Bárány über die Entstehung des kalorischen Nystagmus, der von im 1906 entdeckten kalorischen Reaktion des Innenohres, aus der als erste Darstellung einer exakten Funktionsprüfung der Bogengänge seine 1907 veröffentlichte Publikation Physiologie und Pathologie des Bogengangapparates hervorging. 1909 erlangte er seine Habilitation für Hals-Nasen-Ohren-Heilkunde und lehrte als Privatdozent.
Für seine Arbeiten über Physiologie und Pathologie des Vestibularapparates erhielt er den Nobelpreis für Physiologie oder Medizin des Jahres 1914; wegen der Kriegsereignisse wurde der Preis jedoch erst 1915 zuerkannt und 1916 überreicht. Die Nachricht davon erreichte ihn im russischen Kriegsgefangenenlager Türkistan. Im Ersten Weltkrieg war Bárány als Chirurg in der k.u.k. Armee tätig und geriet mit dem Fall der Festung Przemyśl 1915 in russische Gefangenschaft, in der er seine otologisch-neurologischen Studien des Gehörapparates weitestgehend ergänzen konnte. Über Intervention des damaligen schwedischen Kronprinzen und späteren Königs Gustav VI. Adolf und des Roten Kreuzes wurde er aber bereits 1916 entlassen und ging zurück nach Wien. Hier wurde er durch das Verhalten seiner österreichischen Kollegen enttäuscht, die ihm den Nobelpreis neideten.
Bárány verließ Wien und folgte einem Ruf an das Otologische Institut der Universität Uppsala in Schweden, wo er bis zu seinem Lebensende als erfolgreicher und angesehener Arzt, Lehrer und Forscher wirkte. 1926 wurde er dort zum ordentlichen Universitätsprofessor bestellt, 1930 wurde ihm die Leitung der Universitäts-Ohrenklinik übertragen.
Robert Bárány war seit 1909 mit Ida Felicitas Berger (1881–1971) verheiratet und hatte mit ihr zwei Söhne und eine Tochter. Der ältere Sohn wurde später Professor der Pharmazie an der Universität Uppsala und der jüngere Professor der Medizin am Karolinska-Institut in Stockholm; die Tochter heiratete einen amerikanischen Physiker. Trotz seiner oben erwähnten lebenslangen gesundheitlichen Behinderung war Bárány zeit seines Lebens ein leidenschaftlicher Tennisspieler und Bergsteiger. Mit der nationalsozialistischen "Machtergreifung" in Deutschland begann er sich für sein Judentum zu interessieren, seine Bibliothek vermachte er der Jüdischen National- und Universitätsbibliothek in Jerusalem.

## Auszeichnungen/Ehrungen
zu Lebzeiten:
- 1912: Politzer-Preis
- 1913: Preis der Akademie der Wissenschaften Brüssel
- 1913: Erb-Medaille der Deutschen Gesellschaft für Neurologie
- 1914: Guyot-Preis für Otiatrie der Reichsuniversität Groningen
- 1914: Nobelpreis für Physiologie oder Medizin
- 1924: Ehrendoktorat der Universität Stockholm
- 1926: Wahl zum Mitglied der Deutschen Akademie der Naturforscher Leopoldina
- 1937: Einrichtung des Bárány-Jubiläumspreises für Forschungen auf dem Gebiet des Gleichgewichtsorgans durch die Universität Uppsala

postum:
- In Leitring bei Wagna wurde der Robert-Barany-Weg nach ihm benannt.
- 1960: Gründung der Internationalen Bárány-Gesellschaft in Uppsala[2]

## Bedeutung
Bárány entwickelte die thermische Prüfung des Gleichgewichtsorganes mittels Spülung mit kaltem und warmem Wasser. Auch führte er Untersuchungen mit dem Drehstuhl durch und beschrieb den Wechsel der Nystagmusrichtung beim Anhalten des Drehstuhles. Seine neuen diagnostischen und chirurgischen Methoden führten die Ohrenheilkunde aus dem Bereich der rein operativen Therapie. Sein Forschungsschwerpunkt galt dem Gleichgewichtsorgan im Innenohr. Eine Reihe von Krankheitsbildern wie das Bárány-Syndrom und das Bárány-Zeichen sowie Methoden wie die Bárány-Drehstarkreizprüfung, die Bárány-Lärmtrommeln, die Bárány-Simulationsprüfung und der Bárány-Zeigeversuch sind nach ihm benannt.
In Wien-Donaustadt (22. Bezirk) wurde die Baranygasse nach ihm benannt.

## Veröffentlichungen (Auswahl)
- Physiologie und Pathologie des Bogengangapparates beim Menschen. 1907.
- Die Seekrankheit. 1911
- Primäre Exzision und primäre Naht akzidenteller Wunden. Deuticke, Wien 1919.
- Die Radikaloperation des Ohres ohne Gehörgangsplastik bei chronischer Mittelohreiterung, die Aufmeisselung und Nachbehandlung bei akuter Mastoiditis, nebst einer Darstellung der Entwicklung der Schädeloperationen bei akuter und chronischer Mittelohreiterung. Deuticke, Wien 1923.
- Die Localisierung der Nachbilder in der Netzhaut mit Hilfe der Purkinje'schen Aderfigur (Nachbild-Aderfigurmethode). Ein Mittel zur direkten Bestimmung des Fixierpunktes und der korrespondierenden Netzhautstellen nebst Bemerkungen zum Rindenmechanismus der Korrespondenz der Netzhäute. 1927.

Insgesamt veröffentlichte Bárány mehr als 180 wissenschaftliche Arbeiten, die sich vor allem mit vergleichend-anatomischen und -physiologischen sowie klinisch-experimentellen Untersuchungen von Ohr, Nervensystem und Kleinhirn beschäftigen.